# Grã-Bretanha nos Jogos Paralímpicos de Verão de 1988
Grã-Bretanha participou dos Jogos Paralímpicos de Verão de 1988, que foram realizados na cidade de Seul, na Coreia do Sul, entre os dias 15 e 24 de outubro de 1988.
A equipe, com 231 atletas, obteve 183 medalhas, das quais 65 de ouro, e terminou na terceira colocação no quadro de medalhas.